# 二硝基双酚A
二硝基双酚A是一种含氮有机化合物，结构简式(HO(O2N)C6H3)2C(CH3)2，属于双酚类化合物，双酚A的硝基衍生物。